# Embolemus neotropicus
Embolemus neotropicus (лат.) — вид хризидоидных ос рода Embolemus из семейства Embolemidae. Эквадор (Южная Америка). Мелкие паразитоиды (длина тела самцов около 3 мм). Основная окраска желтовато-коричневая, ноги жёлтые, усики и брюшко коричневые. Скутум и голова блестящая, дорзум проподеума морщинистый. Нижнечелюстные щупики 6-члениковые, нижнегубные состоят из 2 сегментов (формула 6,2). Формула шпор голеней 1,2,2. От близких видов отличаются отсутствием петиоля (или он незаметен), коротким проксимальным мембранозном выступом парамер самцов, эдеагус выше вершины парамеры. Видовое название дано в честь коллектора типовой серии Mr. L. Stange.